# Krav Magà
| White  | Cinturó blanc   | Nivell 0                    |
| Yellow | Cinturó groc    | Primer nivell de practicant |
| Yellow | Cinturó groc    | Segon nivell de practicant  |
| Orange | Cinturó taronja | Tercer nivell de practicant |
| Orange | Cinturó taronja | Quart nivell de practicant  |
| Green  | Cinturó verd    | Cinquè nivell de practicant |
| Green  | Cinturó verd    | Primer nivell de graduat    |
| Blue   | Cinturó blau    | Segon nivell de graduat     |
| Blue   | Cinturó blau    | Tercer nivell de graduat    |
| Brown  | Cinturó marró   | Quart nivell de graduat     |
| Brown  | Cinturó marró   | Cinquè nivell de graduat    |
| Black  | Cinturó negre   | Primer nivell d'expert      |
| Black  | Cinturó negre   | Segon nivell d'expert       |
| Black  | Cinturó negre   | Tercer nivell d'expert      |
| Black  | Cinturó negre   | Quart nivell d'expert       |
| Black  | Cinturó negre   | Cinquè nivell d'expert      |

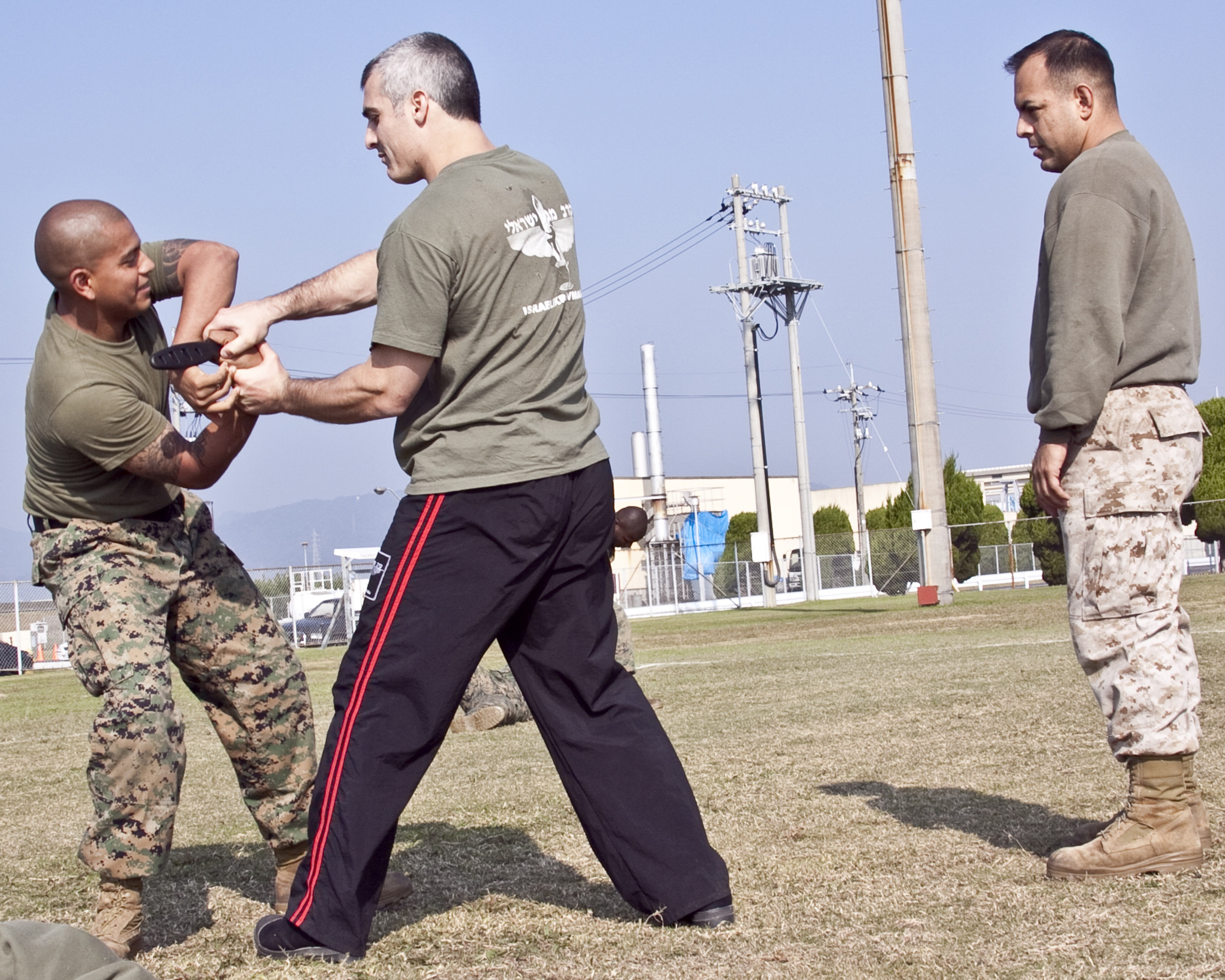
Lliçó de Krav Magà a una base americana al Japó

Krav Magà o kravmagà (en hebreu: קרב מגע) (en català: Combat de contacte) és una art marcial desenvolupada originalment a Eslovàquia els anys 30 del segle xx. El desenvolupador va ser Imi Lichtenfeld. Quan Lichtenfeld va arribar a Palestina abans de la creació de l'estat d'Israel, va començar a ensenyar la lluita sense armes a la Haganà, l'exèrcit clandestí jueu. Després de la creació de l'estat d'Israel, l'exèrcit i la policia israelianes van agafar el Krav Magà com a art marcial preferent. Quan Lichtenfeld es va retirar després d'una llarga carrera com a instructor a les Forces de Defensa d'Israel (FDI), va començar a ensenyar el Krav Magà a la població civil. D'aquesta manera va sorgir una versió civil per a la defensa personal. S'ha d'assenyalar que el Krav Magà no és cap esport i manca d'aspecte competitiu.
A tall de nota històrica, el nom original del Krav Magà va ser Kapap, sigles de Krav Panim el Panim, combat cara a cara.

## Principis
En síntesi, els principis fonamentals de combat diuen com ha de ser tota resposta de defensa personal. La defensa o atac han de ser:
- els més ràpids
- els més forts
- els més curts
- els més naturals
- els més directes (per exemple, si hom vol escapar, cal escapar; si hom vol colpejar, cal colpejar).

La idea bàsica consisteix a ocupar-se primer de l'amenaça immediata, impedir que l'agressor torni a atacar, després neutralitzar el contrari. Es fa èmfasi a prendre-li immediatament la iniciativa a l'agressor. S'hi val a sortir corrents (retirada tàctica), si la situació ho dicta. El Krav Magà serveix davant contraris armats i davant contraris múltiples. També permet combatre en àrees tancades, com els avions. Té moltes tècniques de desarmament, i de combat en circumstàncies gens freqüents. Abans de 1985, els experts eren a Israel. Pocs estrangers anaven a Israel a aprendre'n, i cap israelià entrenat no sortia d'Israel per a ensenyar-ne. La primera persona no israeliana i no jueva que té una escola on només s'ensenya el Krav Magà és l'americà Darren Levine, a Los Angeles. La primera persona no israeliana i no jueva certificada com a expert i instructor va ser James Keenan, també americà. Des de la mort de Lichtenfeld, han sorgit unes quantes escoles i associacions de Krav Magà.